# 佩列米西卡河
佩列米西卡河（烏克蘭語：Перемиська），是烏克蘭的河流，位於該國西部，屬於普魯特河的左支流，流經伊萬諾-弗蘭科夫斯克州，河道全長15公里，流域面積43.4平方公里。